# Formulario di Somogyvár
Il formulario di Somogyvár (in ungherese Somogyvári formuláskönyv, in latino Formularium Somogyváriense) è un codice o un formulario scritto nel regno d'Ungheria principalmente nella seconda metà del XV secolo e ampliato nel XVI secolo. Oltre ai testi legali, il manoscritto contiene tre annali che risalgono all'epoca degli Arpadi, una genealogia dei monarchi ungheresi da Béla III a Ladislao di Napoli, un elenco ritmico di re e un resoconto di eventi riguardanti le guerre ottomano-asburgiche in Ungheria. Il codice è conservato nella biblioteca Teleki a Târgu-Mureş, in Romania.

## Contesto storico
Secondo lo storico del diritto György Bónis, il documento di 272 pagine fu scritto principalmente tra il 1460 e la fine del 1480 da un giurista non ben precisato della corte reale di Mattia Corvino. Dopo aver raggiunto un'età avanzata, il giurista decise di spostarsi nell'abbazia di Somogyvár, un importante locus credibilis nel regno d'Ungheria, dove copiò e compilò il suo lavoro con i suoi documenti della corte reale e la sua successiva pratica legale locale. È possibile che questo personaggio storico corrispondesse a Giovanni Izsó di Kékcse, il quale agì come notaio secolare e avvocato dell'abbazia nel 1488. In seguito, il libro dei formulari e i suoi tre annales furono ampliati e completati da altri due autori non identificati, anch'essi residenti nel Transdanubio. Infine, una quarta persona possedeva un testo nel quale sono stati riferiti alcuni eventi delle guerre ottomane nel XVI secolo e in esso si riconosce la legittimità di Giovanni Zápolya durante la guerra civile del 1527-1528, mentre si omette di menzionare Ferdinando I d'Asburgo.
Il documento finì in qualche modo in Transilvania. A giudizio dello storico Dániel Bácsatyai, il pastore sassone di Transilvania Michael Siegler probabilmente ricorse al testo quando scrisse la sua opera storica Chronologia rerum Hungaricum tra 1560 e 1580, poiché entrambi gli autori indicano la data di nascita di Giovanni Sigismondo Zápolya in maniera esatta, oltre a riferire altri dati somiglianti relativi al XVI secolo. Contrariamente a ciò, sulla base di due copie allegate delle carte del 1579 e del 1592 circa, Bónis ha sostenuto che il prelato ungherese Stefano Szuhay portò il codice nel principato di Transilvania, quando fu spedito come inviato alla corte di Stefano Bocskai dopo il 1590. Il destino del libro di formulari è sconosciuto per i successivi due secoli. Nel 1794, il codice era in possesso dell'avvocato József Batz de Zágon, che lo donò alla biblioteca del liceo protestante riformato di Marosvásárhely (predecessore legale della biblioteca Teleki) nel 1811. György Bónis fu il primo storico ad analizzare il manoscritto e a determinare le circostanze della sua origine nel 1957, ma non descrisse il testo stesso. László Solymosi fornì una fotocopia certificata alla Collezione fotografica diplomatica (DF) degli Archivi nazionali dell'Ungheria. Nei decenni successivi, solo la nota a piè di pagina della morte del palatino Tommaso II (del quarto autore del XVI secolo) ricevette attenzione. Adrien Quéret-Podesta è stato il primo studioso ad analizzare i testi dei tre annali nel suo studio del 2009. Dániel Bácsatyai ha pubblicato e tradotto i testi riguardanti la storia (annali, genealogia, elenco ritmico dei re e registri del XVI secolo) del ciclo di formulari in ungherese nel 2019.

## Contenuto

### Testi legali
Il codice contiene complessivamente 486 sezioni (copie di 446 carte, 3 clausole, un testo di legge, 10 registri storici e 24 note e 2 carte aggiuntive del XVI secolo). In termini di portata, due quinti dell'opera sono costituiti dalla pubblicazione di diplomi reali tra le pagine 119 verso e 226 verso (formule num. 223-374). Altre sezioni contengono statuti sia della cancelleria reale che dei luoghi di autenticazione: da 1 recto a 119 recto (1-222) e da 227 recto a 272 verso (375-456), che si sviluppano per tre quinti dell'ambito del libro dei formulari. La raccolta di statuti non segue un ordine cronologico, tanto che l'autore ha copiato tutti i diplomi aggiunti di recente nella pagina vuota successiva. Sulla base delle date, György Bónis ha ritenuto che il primo autore originale avesse compilato la stragrande maggioranza della sua opera negli anni tra il 1480 e il 1486, appena prima del passaggio del cosiddetto Decretum maius, quando Mattia Corvino lo incaricò di sostituire molti precedenti decreti contraddittori con un sistematico codice di leggi. Bónis sosteneva che il libro di formulari fosse una risorsa preziosa per presentare la vita legale pre-Tripartitum in Ungheria, per quanto riguarda il diritto privato, il diritto penale e il contenzioso.
Bónis, dopo aver esaminato gli elementi di contenuto e forma, ha definito i capitoli del libro di formulari come segue:
| Numero di pagina      | Numero del documento | Contenuto |
| --------------------- | -------------------- | --- |
| 1 recto – 117 verso   | 1–221                | Prima sezione di documenti provenienti da luoghi di autenticazione (parte più recente), raccolti dalla metà degli anni Settanta del Quattrocento all'inizio degli anni Ottanta del Quattrocento |
| 118 recto – 119 recto | 222                  | Tariffe e indennità giornaliere dei notai |
| 119 verso – 226 verso | 223–374              | Raccolta di carte reali (parte più antica), raccolti degli anni Sessanta e Settanta del Quattrocento                                                                                            |
| 227 recto – 249 verso | 375–417              | Prosecuzione dei documenti provenienti da luoghi di autenticazione (parte più recente) con relatio legale                                                                                       |
| 249 verso – 250 verso | 418–419              | Due copie allegate di carte della fine del XVI secolo (István Fejérkövy, István Szuhay) |
| 251 recto – 257 verso | 420–427              | Relatio e fassio aggiuntivi del 1480 (parte più recente) |
| 258 recto – 267 verso | 428–437              | Documenti storici (si veda sotto) |
| 268 recto – 272 verso | 438–456              | Ulteriori relatio e fassio della fine degli anni '80 del Quattrocento, che integrano la parte più recente                                                                                       |

L'autore raccolse i documenti per istruire studenti e professionisti alle prime armi, ha anche fornito i testi con una serie di osservazioni utili, in modo simile all'Ars Notarialis del XIV secolo. L'autore cercò di raccogliere l'intero materiale di una singola causa, quindi l'apprendista è stato in grado di rintracciare tutti i documenti in tutte le fasi del procedimento in un singolo caso (ad esempio, fase di indagine, richieste di rinvio, condanna dopo una lunga assenza nonostante la citazione e le domande di nuovo processo). Si individuano esempi pratici legati alla giurisprudenza e vi si accennano quante più casistiche possibili (ad esempio, rinvio del contenzioso a causa della minore età del litigante o partecipazione a una campagna militare, risoluzione extragiudiziale). Per lo scopo principale dell'illustrazione della giurisprudenza, l'autore modificò frequentemente nei testi del diploma originale l'identità delle persone interessate (spesso cancellate o cambiate). Nei testi si possono trovare molteplici errori grammaticali per via delle copie multiple. György Bónis ha sottolineato anche la mancanza di organizzazione logica e coerenza dei testi. Per quanto riguarda la sezione più recente, che contiene documenti dai luoghi di autenticazione, si può affermare che non vi era lo scopo di istruire il lettore. Gli accenni alle pratiche legali dopo che si ritirò all'abbazia di Somogyvár perseguivano infatti lo scopo di compilare una biblioteca campione per se stesso. Lì si possono rintracciare alcuni principi organizzativi del sistema: avvocati, testamenti, pegni, petizioni e omissioni si trovano più o meno in un sottocapitolo.

### Testi storici
Delle 272 pagine, 10 pagine, tra 258 recto e 267 verso, sono relative a narrazioni storiche e genealogiche, mentre la stragrande maggioranza del manoscritto contiene sussidi legali (ad esempio, una guida al riconoscimento di statuti non autentici), testi e copie di diplomi autentici.

#### Primiannales
I primi annales (chiamati "Annali cristiani" da Quéret-Podesta), sono tra 260 recto e la parte superiore del 262 recto (in totale cinque pagine). La sua prima sezione contiene eventi biblici dalla creazione del mondo (probabilmente basata sulla chronica maiora di Beda il Venerabile) agli Atti degli Apostoli e alla successiva storia della Chiesa cattolica (basata sul Chronicon di Regino di Prüm), collocando così la storia ungherese in un contesto universale. La storia biblica contiene 11 note (5 sono dall'Antico Testamento, 6 sono dal Nuovo Testamento) mentre la storia della Chiesa cattolica e dell'Europa altomedievale (fino al regno di Carlo Magno) è composta da 17 note (in totale 28 note). Gli eventi ungheresi vanno dal 993 (l'ascesa di Stefano I al trono ungherese, che, in effetti, avvenne nel 997) al 1291 (la campagna di Andrea III contro il Ducato d'Austria). A metà del XVI secolo, i primi annales furono integrati da una singola nota a piè di pagina del quarto autore: la morte e la sepoltura di Tommaso Palatino nel 1186.
Le brevi note sugli eventi dell'XI secolo che riguardano principalmente santi ungheresi sono correlate agli Annales Posonienses nel loro materiale principale, secondo Bácsatyai. Il testo non fa riferimento ai re Stefano I e Ladislao I come "santi", quando menziona la loro incoronazione e morte, il che testimonia l'origine antica degli annales. Gli annales accusano gli "ungheresi" di aver ucciso il vescovo Gerardo di Csanád, quindi il testo originale potrebbe essere stato scritto in una comunità ecclesiale in cui vivevano sacerdoti stranieri. Solo due note narrano eventi del XII secolo: l'invasione della Dalmazia da parte di Stefano II (1124) e la canonizzazione di Ladislao I ("1113", in realtà 1192). Due terzi delle note relative all'Ungheria descrivono eventi del XIII secolo. Dániel Bácsatyai ha ritenuto che questa sezione fosse la porzione più preziosa dell'intero libro di formulari. Il testo fornisce dati genealogici dettagliati di Béla IV e della sua famiglia. Fornisce in modo univoco le date esatte della morte della regina Maria Lascaris (23 luglio 1270) e di Béla di Slavonia (11 giugno 1269), mentre nel caso del re riporta la data di morte antecedente di un giorno, venerdì 2 maggio 1270, confermata anche dal necrologio dell'abbazia di Oberalteich. Bácsatyai ha affermato che le cronache ungheresi fissano la data della sua morte al 3 maggio (di "venerdì", ma si tratta di un errore) a posteriori, ossia in concomitanza dell'Esaltazione della Santa Croce. Una nota contiene altresì la data della morte di Francesco d'Assisi, ovvero l'unico riferimento a un evento non inerente alla storia ungherese dell'epoca. Pertanto, Bácsatyai ha teorizzato che questa sezione dei primi annales fu originariamente scritta nella chiesa dei francescani a Strigonio, dove furono sepolti pure Béla IV e la sua famiglia, quindi la data esatta della loro morte era nota ai frati locali. Lo storico Attila Zsoldos accettò questa argomentazione e, di conseguenza, l'affidabilità delle date di morte dei suddetti reali.
Sulla base di tali considerazioni, Bácsatyai ha considerato affidabili anche le altre note degli eventi del XIII secolo, rimarcando in particolare la narrazione di episodi astronomici. Ad esempio, i primi annales affermano che Béla IV nacque nel 1209, durante un'eclissi lunare. C'è un consenso tra gli studiosi sul fatto che il monarca sia nato nel 1206, perché, su iniziativa del re Andrea II, papa Innocenzo III aveva già fatto appello ai prelati e agli aristocratici ungheresi il 7 giugno per giurare fedeltà al futuro figlio del re. Secondo la lettera del papa, questo figlio dal nome ignoto nacque il 29 novembre 1206. Bácsatyai ha scritto che questo discendente era un fratello maggiore non identificato di Béla, morto durante l'infanzia. Secondo lui, Béla nacque nel 1208 o nel 1209, quando si verificarono delle eclissi lunari totali in Ungheria. In risposta, Zsoldos sottolineò che Béla e sua moglie Maria si sposarono intorno al 1220 e avevano già raggiunto la maggiore età nel 1223, quando il re Andrea II convinse Béla a separarsi dalla moglie, secondo una lettera di papa Onorio III. Risulta inoltre pacifico, sebbene sulla base del parere di uno studioso autorevole (Mór Wertner) piuttosto che stando a fonti primarie, sul fatto che il fratello minore di Béla, Colomanno di Galizia avesse effettivamente visto la luce nel 1208, quindi l'interpretazione di Bácsatyai su un possibile altro principe ungherese dal nome sconosciuto (nato nel 1206) rimarrebbe una posizione marginale. I primi annales descrivono la guerra civile tra Béla IV e suo figlio, il duca Stefano, sia pur in maniera fugace e nell'ambito di una breve frase nell'anno 1267. Bácsatyai ha considerato credibile questa data, nonostante la storiografia magiara collochi uniformemente gli eventi dalla fine del 1264 all'inizio del 1267. Tempo dopo, Bácsatyai ha scritto una pubblicazione destinata alla rivista "Századok" (2020), in cui ha cercato di sostenere la correttezza dell'anno 1267 con il supporto di cronache straniere (ad esempio, l'appendice della Weltchronik di Jans der Enikel) e di riscrivere una nuova cronologia degli eventi, ritornando praticamente al punto di vista della storiografia precedente a Pauler. Zsoldos, che aveva già scritto la storia della guerra civile nel 2007, ha contestato il suo lavoro e ha dichiarato che le versioni di alcune carte reali, le quali rendono insostenibile la teoria di Bácsatyai, appaiono fonti più affidabili delle cronache straniere (principalmente austriache), intrise di vari elementi di fantasia e trattano marginalmente la guerra civile ungherese. Gli annales indicano il suocero cumano del duca Stefano come «Semperchan». È possibile che egli corrispondesse a Seyhan (Zayhan), definito suo «parente» da Béla IV nel 1255. I più antichi annales affermano che Andrea III fu incoronato re il 6 agosto 1290, domenica, giorno della festa di Papa Sisto II. Bácsa tyai accettò l'attendibilità del testo, mentre il punto di vista accademico tradizionalmente fissava la data al 23 luglio basandosi sui riferimenti nella Chronica Picta e nella Steirische Reimchronik, che tuttavia non sono esenti da difficoltà interpretative. Bácsatyai ha affermato che la cronaca di Andrea Dandolo confermava questo dato, secondo cui l'incoronazione avvenne durante la festa di San Domenico (4 agosto). Sempre stando allo storico, la cronaca veneziana aveva male interpretato l'informazione e che la cerimonia aveva avuto invece luogo nell'anniversario della morte di Domenico (6 agosto). Bácsatyai ha analizzato anche le carte di Andrea III, esaminando le date attorno alle quali si verifica un cambiamento nel numero di anni di regno del re, circostanza la quale conferma la correttezza della data negli annales (6 agosto). Bácsatyai ha altresì sottolineato che nel testo si legge che Andrea fu «eletto re congiuntamente e all'unanimità dagli ungheresi», una formula questa inconcepibile nella successiva composizione della cronaca del XIV secolo.

#### Secondiannales
I secondi annales (chiamati "Annali unni" da Quéret-Podesta), sono tra i quattro quinti inferiori di 262 recto e i due terzi superiori di 263 verso (in totale quattro pagine). Gli annales narrano eventi a partire dall'arrivo degli Unni, poi degli Avari e infine degli episodi della storia ungherese, identificando i tre popoli come un'unica nazione ungherese. Per quanto concerne gli Unni, l'opera contiene appunti del periodo tra il 337 (i Goti furono espulsi nell'impero romano dagli Unni, che segnò l'inizio delle invasioni barbariche, in realtà avvenuto nel 376) e il 405 (in realtà 451, la marcia di Attila verso Aurelianum). Quanto agli Avari, gli annales descrivono gli eventi tra il 503 (in realtà il 562, il loro fallito attacco all'Austrasia) e il 612 (il testo fonde insieme diversi eventi, alcuni dei quali riguardano già le future invasioni ungare dell'Europa). A proposito della storia ungherese, gli annales si riferiscono ad eventi del periodo tra il 910 (la raccolta di diversi scontri delle invasioni magiare di vari anni) e il 1222 (l'insediamento dei domenicani in Ungheria). A giudizio di Quéret-Podesta, la sezione ungherese dei secondi annali contiene 3 note riguardanti il X secolo, 14 note dal XI secolo, 8 note del XII secolo e infine 5 note riguardanti il XIII secolo.
L'autore originale del secondo annales utilizzò delle informazioni tratte dal Chronicon di Regino di Prüm, ma anziché concentrarsi sulla storia antica del cristianesimo, come fece l'autore dei primi annali, si concentrò sulla storia del popolo unno e avaro. Per la descrizione della prima l'autore è ricorso, tra le varie opere, alla chronica maiora di Bene come fonte e - in base al testo, ad esempio gli annales si riferiscono correttamente al fratello di Attila come Bleda invece di "Buda" - il corpus di testo è stato sicuramente scritto prima della Gesta Hunnorum et Hungarorum di Simone di Kéza (poco dopo il 1280). Eseguita una ricerca filologica, Dániel Bácsatyai ha sottolineato che i secondi annales si basano sulla continuazione della cronaca di Regino (curata da Adalberto di Magdeburgo) indipendentemente dalle più note cronache ungheresi, ossia le Gesta Hungarorum dell'Anonimo, le Gesta Hunnorum et Hungarorum di Simone di Kéza e alcuni testi del XIV secolo (ad esempio la Chronica Picta). Secondo Bácsatyai, i secondi annales sono più direttamente correlati al Chronicon: l'opera ricorre a un estratto dall'opera di Regino, che è stato utilizzato anche da fantomatiche gesta (o annales) inerenti alla più antica storia ungherese (le invasioni in Europa). Tale lavoro rappresentò una fonte primaria sia per l'Anonimo che per la composizione della cronaca del XIV secolo per gli eventi del X secolo, indipendentemente l'una dall'altra. Bácsatyai ha sostenuto che i secondi annales, come primo esempio, segnalano come la questione dell'identità unno-ungherese era già presente nella precedente storiografia magiara, prima dell'epoca dell'Anonimo.
Per quanto riguarda la sezione della storia ungherese, le note fino al 1160 sono strettamente correlate al testo degli Annales Posonienses, ma i secondi annales indicano gli anni in modo molto più accurato (fino a uno o due anni di differenza). L'opera contiene molte meno informazioni non menzionate altrove rispetto ai primi annali. La sua narrazione, tuttavia, differisce significativamente in diversi punti da altre cronache, ad esempio la Chronica Picta; le cronache tardo medievali, che utilizzavano principalmente testi scritti sotto re discendenti dal principe Álmos, un pretendente al trono ungherese, conservate un'immagine sfavorevole del re Colomanno e del suo governo. I secondi annales affermano che dopo la morte di Ladislao I nel 1095, Colomanno tornò a casa «pacificamente» dalla Polonia e iniziò a governare insieme al fratello minore Álmos. I secondi annales sono anche gli unici a sostenere che Béla I ottenne il trono ungherese con una «mossa violenta» contro suo fratello Andrea I nel 1060; le cronache sopravvissute furono tutte scritte durante il periodo dei discendenti di Béla I, dove una tale formulazione degli eventi non è comprensibilmente presente. Géza I era chiamato "Magno" in quelle sezionk, quando il monarca successivo era ancora un duca, in accordo con le iscrizioni sulle monete emesse dal duca Géza, che ben riflettono la consapevolezza dell'autore (le cronache successive, tra cui la Chronica Picta, affermano erroneamente che il re ricevette l'epiteto "Grande" o "Magno" a causa della sua grande fama acquisita dopo la sua morte). Uno degli eventi nella storia del XIII secolo merita anche attenzione: durante l'anno 1205, vi è una frase troncata e incompiuta, secondo cui il giovane Ladislao III «fu [...] violentemente da Strigonio» e successivamente suo zio Andrea II fu incoronato re. È noto che il monarca infante morì in esilio, dopo che sua madre, Costanza d'Aragona, fuggì in Austria, portando con sé Ladislao. Gli annales accennano poi i brevi regni degli anti-re Ladislao II e Stefano IV (rivali del loro nipote Stefano III). Secondo Bácsatyai, ci sono parallelismi filologici tra i secondi annales e la cronaca di Alberico delle Tre Fontane riguardante l'elenco dei monarchi ungheresi.

#### Terziannales
I terzi annales (ribattezzati come "Annali ungheresi" da Quéret-Podesta), sono compresi tra 265 verso e 266 verso (in totale tre pagine). Il testo più antico degli annali, ricopiato dal primo autore originale, contiene solo spezzoni della storia ungherese, durata dal 1001 (l'incoronazione di Stefano I) al 1464 (l'incoronazione di Mattia Corvino). I successivi curatori del ciclo di formulari, di cui si possono distinguere tre diverse grafie, hanno continuato il testo del terzo annales. Il secondo autore ha testimoniato gli eventi dell'anno 1490 (la morte di Mattia, l'incoronazione di Ladislao II e la prima fase della guerra di successione ungherese del 1490-1494). Il terzo autore ha contribuito agli annales con una sola nota relativa all'incoronazione della regina consorte Anna di Foix-Candale nel 1502. Con il maggior numero di voci, l'ultimo curatore ha aggiunto numerose porzioni testo: gli eventi di questa sezione vanno dal 1516 (anno di morte di Ladislao II) al 1540 (anno di morte di Giovanni Zápolya). Secondo Quéret-Podesta, 14 note riguardano eventi dell'XI secolo, 7 del XII secolo, 14 del XIII secolo, solo 3 del XIV secolo e 9 note del XV secolo, scritte dall'autore originale. Gli altri tre autori hanno ampliato il testo con 2 note del XV secolo (secondo autore) e 5 note del XVI secolo (1 del terzo e 4 del quarto autore).
Il testo degli annales contiene principalmente dati genealogici dei monarchi ungheresi (tranne un grande terremoto nell'anno 1092). Similmente al primo e al secondo annale, i terzi annales sono strettamente correlati agli Annales Posonienses. È quindi plausibile che tutti e quattro gli annali noti (Annales Posonienses e i tre annali del formulario di Somogyvár) fossero legati una fonte comune per quanto riguarda gli eventi dell'XI e del XII secolo, un annales oggi perduto. Si tratta degli unici annales del formulario a utilizzare dei numeri arabi (dopo l'anno 1048). I terzi annales, infine, non riferiscono informazioni univoche.

#### Documenti vari
Un elenco biografico e genealogico dei re ungheresi, scritto dal primo autore assoluto, può essere trovato in due pagine separate; la prima parte è nella parte inferiore della pagina 263 verso, subito dopo la fine dei secondi annales. La sezione continua dopo una pagina vuota, in 265 recto. L'elenco contiene dati biografici da Béla III a Ladislao V, ma include anche Ladislao di Napoli (che lottò a lungo invano contro Sigismondo di Lussemburgo) e sua sorella Giovanna II di Napoli, l'ultima sovrana degli Angioini. Tra i nomi dei monarchi, scritti in caratteri gotici, figyra quello di Andrea II, riportato come "Endre", l'antica variante ungherese del suo nome. Vi sono però alcuni errori nella genealogia: per esempio, il testo afferma erroneamente che Andrea III fosse il figlio del suo immediato predecessore, Ladislao IV. Nell'ultima pagina delle note storiche (267 recto), si possono trovare diverse note le quali contestano l'autenticità di alcuni privilegi reali emessi dai monarchi ungheresi. Al suo interno, vi è un elenco dei sovrani che va da Stefano I (1000) a Sigismondo (1437). Tale testo contiene un aiuto per gli impiegati della cancelleria e dei luoghi di autenticazione per navigare agevolmente tra le lettere di donazione dei re considerate valide o non valide al momento della stesura del formulario.
Il quarto autore del libro del formulario testimonia alcuni eventi delle guerre ottomane nei secoli XV e XVI, a conferma dell'epoca in cui scrisse. La cronologia comincia a pagina 265 recto, nello spazio lasciato vuoto dall'autore originale sotto la sua opera, e include i dati biografici dei re d'Ungheria. Questa sezione si estende fino al 1438 (anno dell'occupazione ottomana di Szászsebes, oggi Sebeș, in Romania) al 1469 (in realtà il 1467, momento in cui ebbe luogo l'invasione infruttuosa di Mattia della Moldavia). L'autore continua la cronologia nel 264 verso e descrive gli eventi dal 1479 (la battaglia del Campo del Pane) al 1567 (in realtà il 1566, l'assedio di Szigetvár e la morte di Solimano il Magnifico).